# Eleições gerais na Suécia em 2010
As eleições gerais suecas de 2010 realizaram-se a 19 de setembro de 2010, e delas resultou a vitória da Aliança pela Suécia (Allians för Sverige) – uma coligação de centro-direita que reúne o Partido Moderado, o Partido Popular Liberal, o Partido do Centro e o Partido Democrata-Cristão.

## Resultados
Ao contrário do que aconteceu nas eleições anteriores, em 2006, a coligação de centro-direita não conseguiu maioria absoluta (obteve 49,27% dos votos).
O primeiro-ministro em exercício - o conservador Fredrik Reinfeldt, do Partido Moderado – terá pois de tentar formar um governo em posição minoritária diante do bloco Verde-Vermelho (De rödgröna, liderado pelo Partido Social-Democrata, de Mona Sahlin, em aliança com o Partido da Esquerda e com os Verdes), que obteve 43,60% dos sufrágios, e do pequeno Partido dos Democratas Suecos, de extrema direita, que conseguiu 5,7%.

De acordo com os resultados finais, a Aliança obteve 173 (49,57%) das 349 cadeiras do Parlamento da Suécia, ou seja, pouco menos que a maioria absoluta, enquanto a coligação Verde-Vermelha ganhou 156 (44,69%), e os Democratas Suecos conquistaram 20 assentos, integrando pela primeira vez o Parlamento.
Em quase cem anos, é a primeira vez, na Suécia, que um governo de centro-direita é reeleito depois de ter cumprido um mandato inteiro.

## Partidos Concorrentes
Os principais partidos e blocos que concorreram nestas eleições foram:
| Partido/Bloco          | Partido/Bloco           | Partido/Bloco                     | Líder                   | Ideologia               | Espectro        |
| ---------------------- | ----------------------- | --------------------------------- | ----------------------- | ----------------------- | --------------- |
|                        |                         | Partido Moderado                  | Fredrik Reinfeldt       | Conservadorismo liberal | Centro-direita  |
|                        | Partido do Centro       | Maud Olofsson                     | Liberalismo             | Centro/Centro-direita   |                 |
|                        | Partido Popular Liberal | Jan Björklund                     | Liberalismo             | Centro/Centro-direita   |                 |
|                        | Democratas Cristãos     | Göran Hägglund                    | Democracia cristã       | Centro-direita          |                 |
| Aliança                | Aliança                 | Fredrik Reinfeldt                 | Conservadorismo liberal | Centro-direita          |                 |
|                        |                         | Partido Social-Democrata          | Mona Sahlin             | Social-democracia       | Centro-esquerda |
|                        | Partido da Esquerda     | Lars Ohly                         | Socialismo              | Esquerda                |                 |
|                        | Partido Verde           | Peter Eriksson Maria Wetterstrand | Ecologismo              | Centro-esquerda         |                 |
| Aliança Vermelha-Verde | Aliança Vermelha-Verde  | Mona Sahlin                       | Social-democracia       | Centro-esquerda         |                 |
|                        | Democratas Suecos       | Democratas Suecos                 | Jimmie Åkesson          | Nacionalismo            | Extrema-direita |

## Resultados Oficiais
| Partido                 | Partido                  | Votos     | %               | +/-   | Deputados | +/-   |
| ----------------------- | ------------------------ | --------- | --------------- | ----- | --------- | ----- |
|                         | Partido Social-Democrata | 1 827 497 | 30,66 / 100,00  | 4,33  | 112 / 349 | 18    |
|                         | Partido Moderado         | 1 791 766 | 30,06 / 100,00  | 3,83  | 107 / 349 | 10    |
|                         | Partido Verde            | 437 435   | 7,34 / 100,00   | 2,10  | 25 / 349  | 6     |
|                         | Partido Popular Liberal  | 420 524   | 7,06 / 100,00   | 0,48  | 24 / 349  | 4     |
|                         | Partido do Centro        | 390 804   | 6,56 / 100,00   | 1,32  | 23 / 349  | 6     |
|                         | Democratas Suecos        | 339 610   | 5,70 / 100,00   | 2,77  | 20 / 349  | 20    |
|                         | Partido da Esquerda      | 334 053   | 5,60 / 100,00   | 0,25  | 19 / 349  | 3     |
|                         | Os Democratas Cristãos   | 333 696   | 5,60 / 100,00   | 0,99  | 19 / 349  | 5     |
|                         | Outros                   | 85 023    | 1,43 / 100,00   |       | 0 / 349   |       |
| Votos inválidos         | Votos inválidos          | 68 274    | 1,13 / 100,00   | 0,63  |           |       |
| Total                   | Total                    | 6 028 682 | 100,00 / 100,00 |       | 349 / 349 |       |
| Eleitorado/Participação | Eleitorado/Participação  | 7 123 651 | 84,63 / 100,00  | 2,64  |           |       |
| Fonte                   | Fonte                    | [ 5 ]     | [ 5 ]           | [ 5 ] | [ 5 ]     | [ 5 ] |

### Resultados por Blocos
| Bloco | Bloco                  | Votos     | %              | +/-  | Deputados | +/- |
| ----- | ---------------------- | --------- | -------------- | ---- | --------- | --- |
|       | Aliança                | 2 936 790 | 49,27 / 100,00 | 1,03 | 173 / 349 | 5   |
|       | Aliança Vermelha-Verde | 2 598 985 | 43,60 / 100,00 | 2,48 | 156 / 349 | 15  |